# Matrimonio igualitario en Japón

Silueta de Japón con los colores de la bandera LGBT

El matrimonio igualitario en Japón es ilegal y está prohibido a nivel nacional, a pesar de que los actos homosexuales entre adultos, por mutuo consentimiento y dentro del ámbito privado fueron despenalizados en 1880.
Respecto al resto de países de su área geográfica, debido a la influencia de su tradición religiosa sincrética, mayoritariamente sintoísta y budista, la visión mayoritaria es tolerante respecto a la homosexualidad. En Japón no se han penalizado las relaciones homosexuales y se observa en las encuestas un aumento en el apoyo social al reconocimiento del matrimonio homosexual.
Desde 2015 nueve prefecturas han establecido registros donde las parejas homosexuales pueden inscribirse. Con este hecho pueden obtener ayudas en situaciones como alquileres, visitas hospitalarias y otros beneficios sociales. Una décima, Chiba, ha anunciado su puesta en marcha para 2019. Sin embargo no existe en Japón un sistema de registro con claros efectos jurídicos.

## Matrimonio

### Constitución

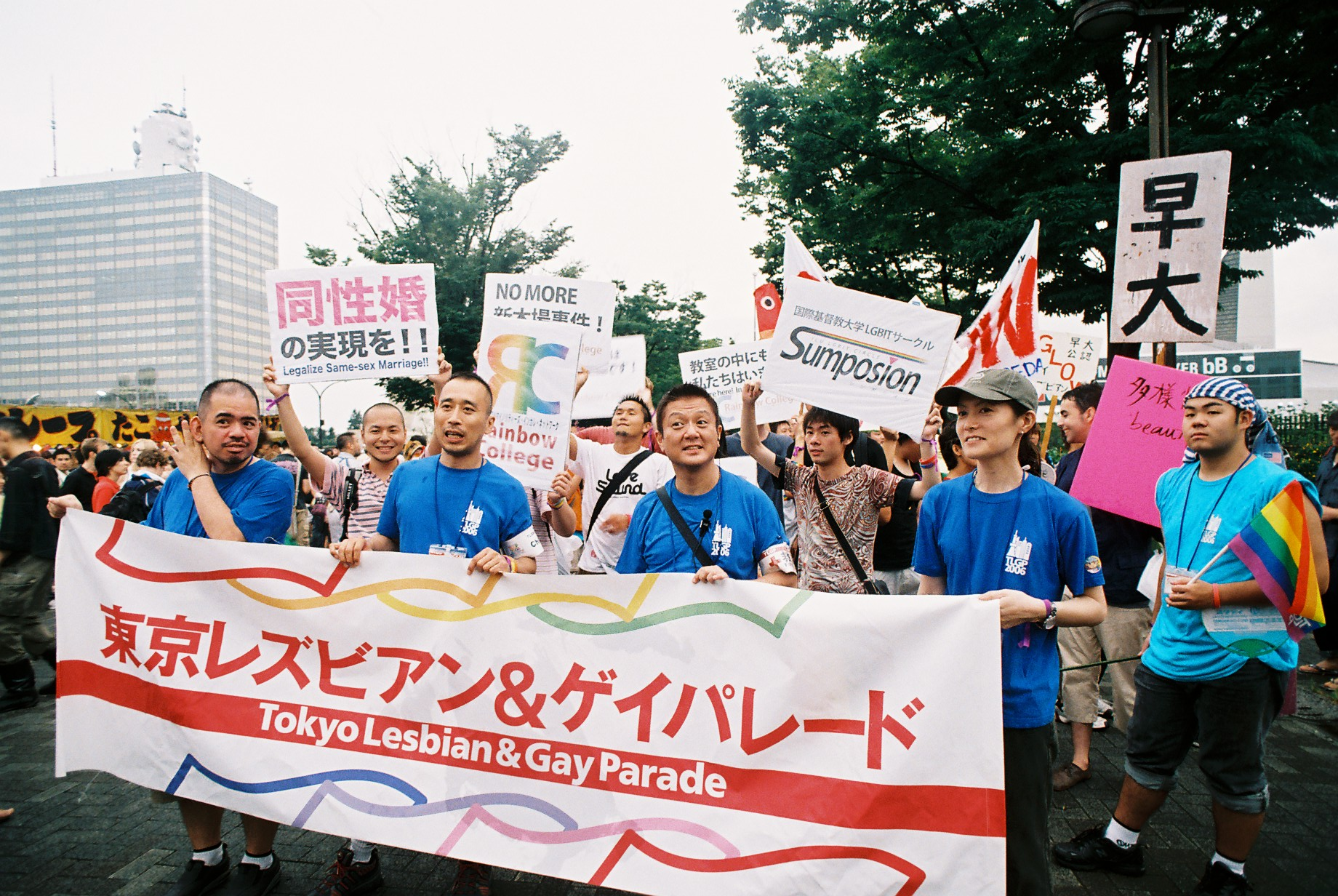
Manifestación del Orgullo LGBT en Tokio (2006)

El artículo 24 de la Constitución japonesa, promulgada el 3 de mayo de 1947, tras la derrota nipona en la Segunda Guerra Mundial, establece: "El matrimonio se basará únicamente en el consentimiento mutuo de ambos sexos y se mantendrá mediante la cooperación mutua con la igualdad de derechos de marido y mujer como base". 
Previamente las parejas en Japón podían casarse solo si el jefe de familia respectivo (el padre, o en ausencia de un padre, el hijo mayor) prestaba su consentimiento a la unión. Como resultado el matrimonio concertado era la forma dominante de matrimonio. Las parejas que no obtenían el permiso familiar debían fugarse, y considerarse matrimonio de hecho, pero no legal. Por lo tanto, se suele interpretar que el objetivo del artículo 24 era afirmar la libertad de consentimiento de los adultos para contraer matrimonio, establecer explícitamente la igualdad de ambos sexos en el matrimonio, debido a que la redacción define el matrimonio como la unión de hombre y mujer.
Algunos académicos del derecho argumentan que, debido a que la intención detrás del artículo no se refería al matrimonio entre personas del mismo sexo, no interfiere con la legalización del matrimonio entre personas del mismo sexo. Sin embargo, legisladores conservadores, así como expertos en derecho que adoptan un enfoque literal de la interpretación constitucional, argumentan que tal argumento es una artimaña.

### Código Civil

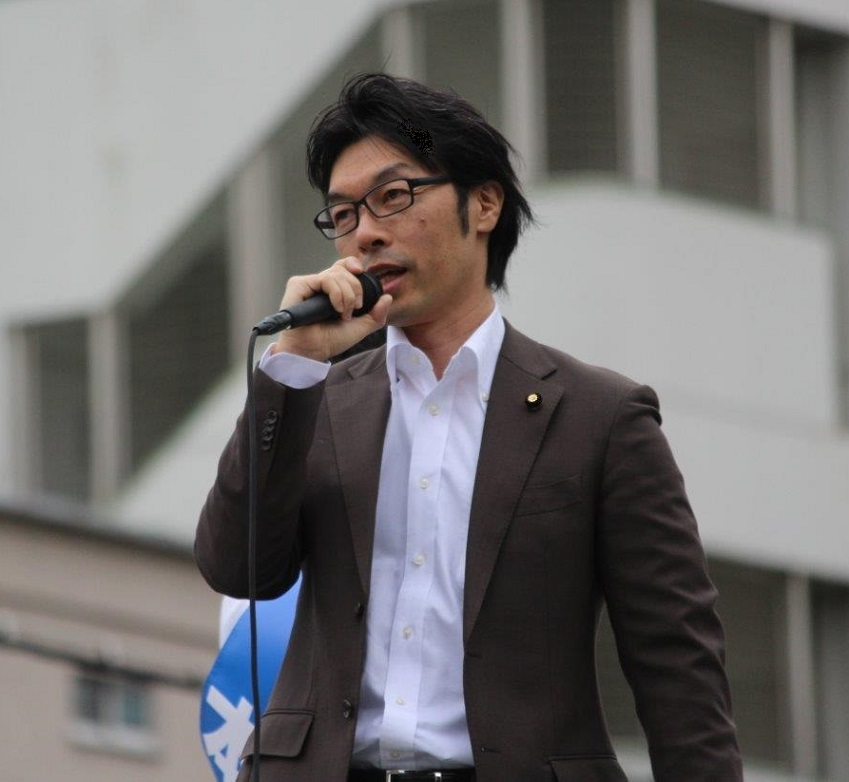
El político y activista Kota Matsuda apoyó en el Parlamento el matrimonio homosexual

El Código civil nipón se suele referir en los asuntos matrimoniales con los términos "marido", "mujer" y "esposa". Antes de celebrar un matrimonio la legislación establece la obligatoriedad de obtener un certificado gubernamental que contenga información básica de ambos contrayentes, incluyendo estado marital, edad, sexo o nacionalidad.
El 27 de marzo de 2009 se informó que Japón permitió a sus nacionales casarse con parejas extranjeras del mismo sexo en aquellos países donde fuera legal el matrimonio entre personas del mismo sexo. Previamente las autoridades se negaban a emitir el certificado obligatorio requerido para que sus nacionales se casaran en el extranjero si el cónyuge previsto del solicitante era del mismo sexo. En virtud de este cambio el Ministerio de Justicia instruyó a las autoridades locales a emitir el certificado para quien desea contraer matrimonio con una pareja del mismo sexo.
No obstante si una pareja quiere tener un reconocimiento oficial de unión también existe la fórmula legal, basada en el sistema de registro Koseki, consistente en que uno de los miembros de la pareja adopte al otro. Criticada por las asociaciones de defensa de derechos LGBT se trata de una vía que, al contrario que el matrimonio homosexual, no es anticonstitucional.

### Proyecto de  Unión Civil

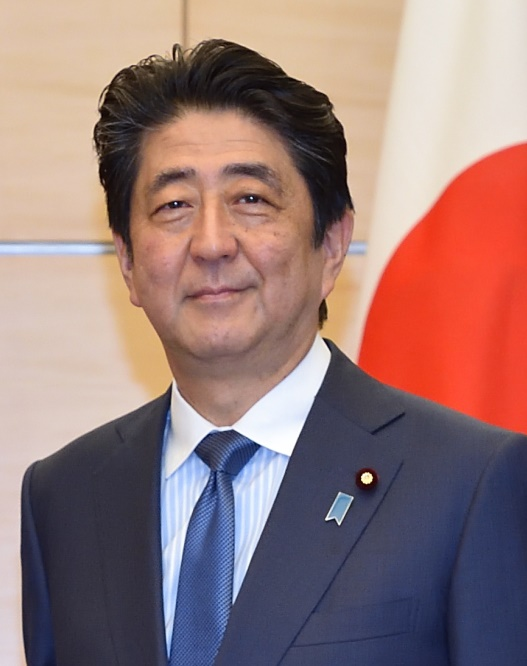
Shinzo Abe, primer ministro de Japón, rechazó estudiar la modificación constitucional para incluir el matrimonio entre personas del mismo sexo

En Japón, al igual que en países como Corea del Sur y Tailandia, se han presentado proyectos para reconocer la unión civil de personas del mismo sexo. También se plantea como alternativa el matrimonio entre personas del mismo sexo, tal como lo tienen planeado para un futuro China, Filipinas, Taiwán o Camboya.
En febrero de 2015 el Parlamento Nacional debatió sobre la necesidad de reconocer el matrimonio entre personas del mismo sexo en virtud de la Constitución de Japón. Kota Matsuda, miembro de la oposición en la Cámara de Representantes de Japón, afirmó la necesidad de eliminar las dificultades que las parejas del mismo sexo encuentran en su vida cotidiana y solicitaba abordar la reforma del Artículo 24 de la Constitución.
El primer ministro japonés Shinzo Abe, perteneciente al conservador Partido Liberal Democrático, señaló que los matrimonios entre personas del mismo sexo nunca serían considerados con la Constitución vigente y que "sería difícil" revisar las disposiciones relativas a los derechos consagrados en la misma. Indicó que es un tema que requiere una reflexión extremadamente cuidadosa porque "se refiere a la base de cómo deben ser las familias en nuestro país".

### Apoyos políticos

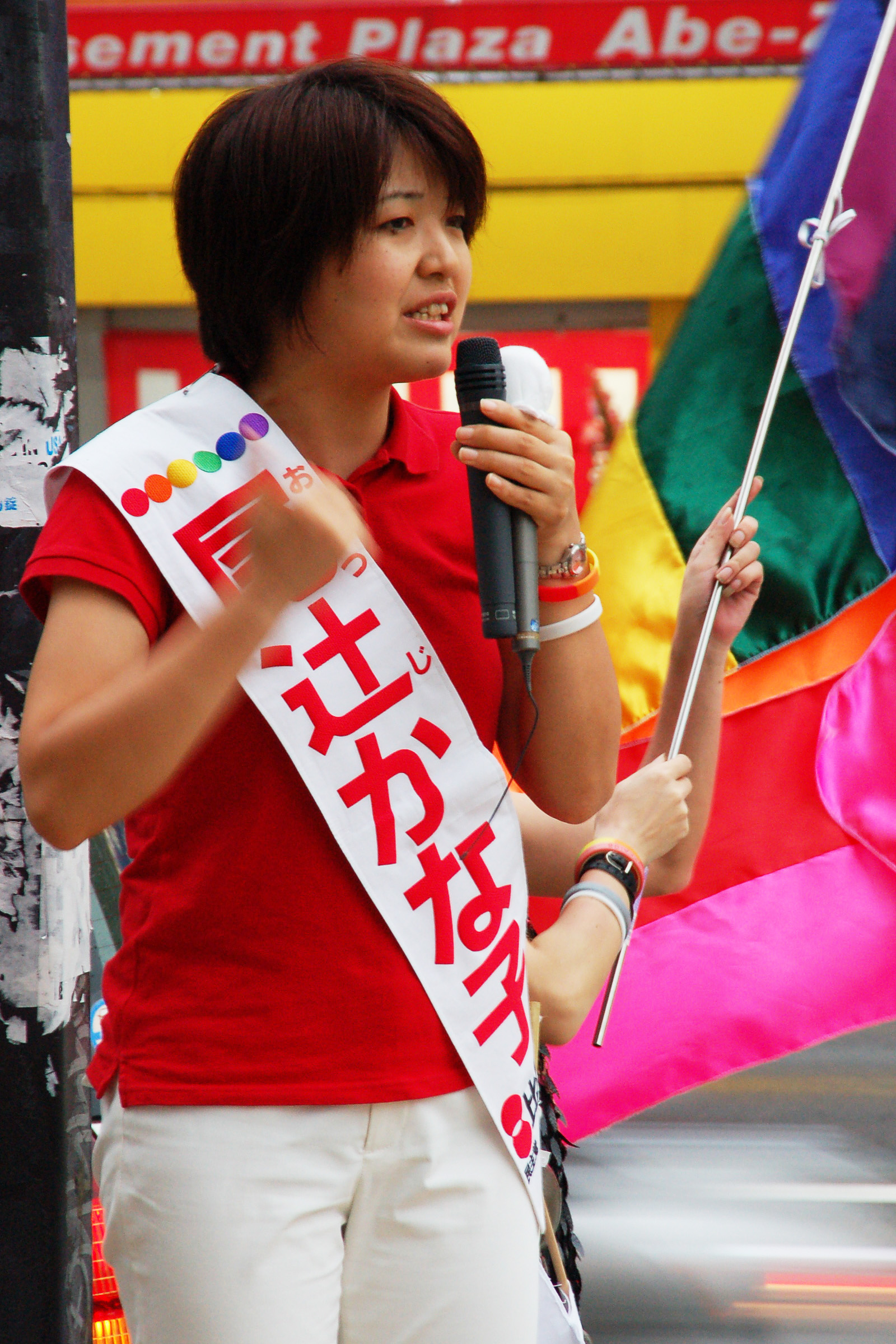
Kanako Otsuji ha sido la primera legisladora abiertamente lesbiana elegida en Japón

La político japonesa Kanako Otsuji, abiertamente lesbiana desde 2005, fue candidata para el Senado. Antiguo Miembro del Parlamento de Osaka entre 2003 y 2007 Otsuji contrajo matrimonio con su pareja durante un festival para la prevención del VIH/sida organizado por la Asociación Gay Lésbica Revolución de Japón, siendo felicitada por el gobernador de Osaka Fusae Ota. A pesar de que su matrimonio no ha sido reconocido por el gobierno es optimista sobre un cambio legislativo pero opina que es un tema que llevará tiempo por falta de voluntad política.

"Hay una gran cantidad de libertad y tolerancia (respecto a la homosexualidad) en la cultura de los jóvenes. Pero el mundo de la política está completamente aislado de eso."
Kanako Otsuji (Bloomberg, 2017) 

Algunos partidos como el Partido Democrático Constitucional, liderado por Yukio Edano y de orientación centro-izquierda, apoyan el matrimonio entre personas del mismo sexo.

### Koseki
En Japón cada ciudadano está inscrito empleando el sistema Koseki. Se trata del registro familiar más antiguo del mundo. Adscrito al Ministerio de Justicia es utilizado para registrar familias, seguir el rastro de nacimientos, matrimonios, muertes o antecedentes criminales. Un individuo se registra como parte de un hogar lo cual difiere de la consideración occidental del certificado de nacimiento como una prueba de identidad personal.
El registro de Koseki desempeña un papel similar al del matrimonio en Occidente. Otorga a un miembro integrante del mismo el poder legal, como pariente más cercano, para el tratamiento de asuntos civiles como la herencia, las visitas al hospital o el derecho a organizar un funeral. Por lo tanto registrarse mutuamente como parte del koseki supone un sustituto del matrimonio al estilo occidental. Es por ello que las parejas homosexuales japonesas, a falta de una legislación civil que regule el matrimonio entre personas del mismo sexo, a menudo usan procedimientos de adopción para registrarse como pertenecientes al mismo hogar: el compañero mayor "adopta" legalmente al compañero más joven que, en ausencia del cónyuge, lo convierte en el único miembro de ese hogar.

### Registros de parejas del mismo sexo
- Shibuya, Tokio (marzo de 2015)

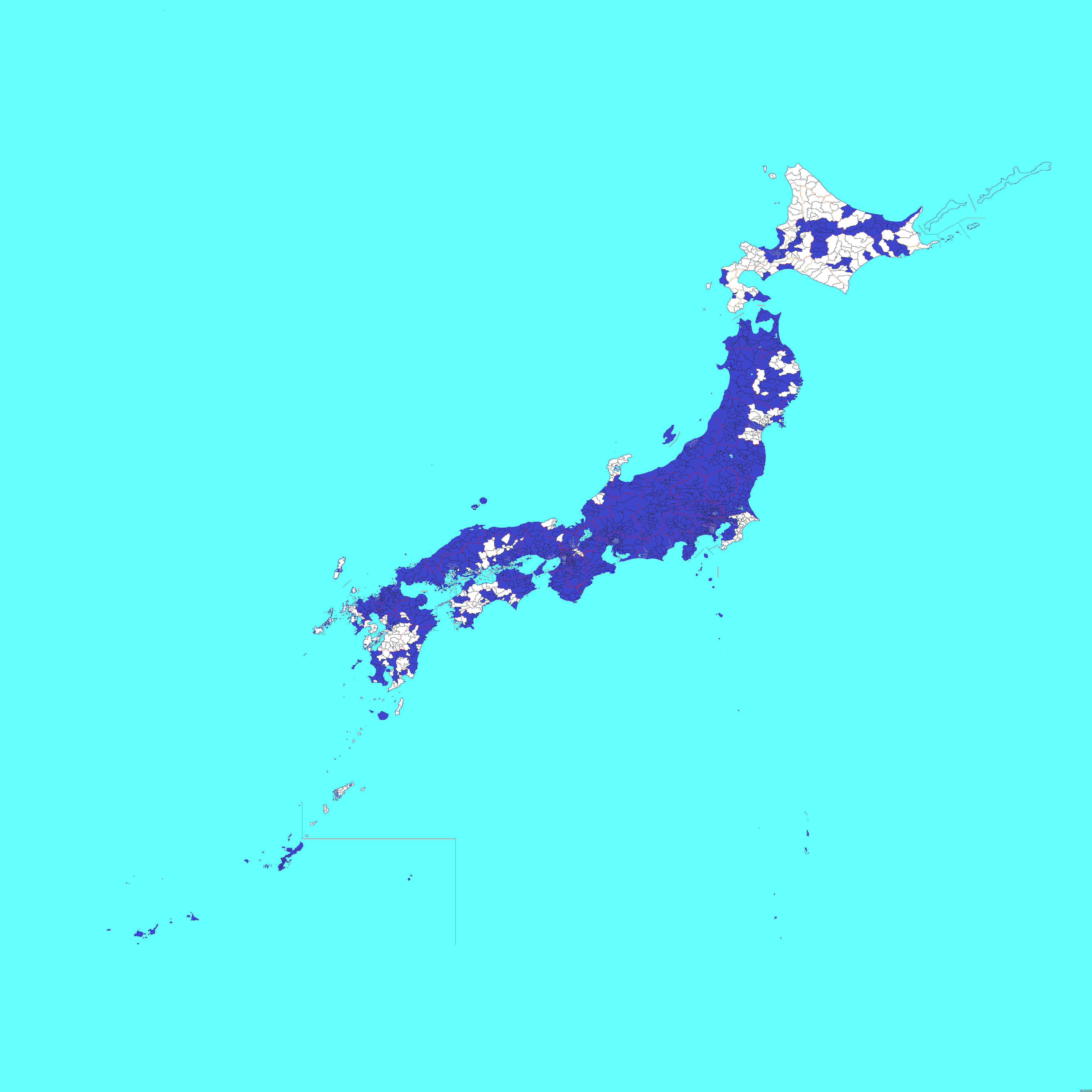
Ubicación de la prefecturas y ciudades con registros para parejas del mismo sexo (en azul)

El 31 de marzo del 2015 el barrio de Shibuya (Tokio) inició el proceso de emisión de certificados conyugales especiales para parejas del mismo sexo que son, en cierto modo, equivalentes a un matrimonio. Si bien no son considerados certificados matrimoniales son una herramienta útil en asuntos civiles como derechos hospitalarios. Un funcionario del Ministerio de Justicia consideró que la acción del barrio de Shibuya es legal porque el certificado no es un certificado de matrimonio y los códigos actuales japoneses no prohíben el "conyugamiento" de parejas del mismo sexo.
- Setagaya, Tokio (noviembre de 2015)

En julio de 2015 el barrio especial de Setagaya (Tokio) declaró que aplicaría el mismo método iniciado en Shibuya para emitir certificados conyugales a parejas del mismo sexo desde el 5 de noviembre.
- Iga, Mie (abril de 2016)

En abril de 2016 Iga, ciudad de 95.000 habitantes situada en la prefectura de Mie, reconoció las uniones civiles de homosexuales convirtiéndose en la tercera ciudad japonesa en aprobarlos. El ayuntamiento comenzó a expedir estos documentos y, según explicó su alcalde Sakae Okamoto, el objetivo era que las parejas del mismo sexo y las heterosexuales fueran tratadas por igual en hospitales y viviendas gestionados por el gobierno municipal. Además se pidió la colaboración de empresas privadas como las inmobiliarias.
- Takarazuka, Hyōgo (junio de 2016)

El ayuntamiento de Takarazuka, ciudad con más de 200.000 habitantes situada en la prefectura de Hyōgo, comenzó en junio de 2006 a expedir estos documentos. En declaraciones de su alcaldesa, Tomoko Nakagawa, buscaba "combatir la discriminación contra las minorías sexuales" y "ofrecer más apoyo de las autoridades locales a las parejas del mismo sexo".
- Naha, Okinawa (julio de 2016)

Naha, en Okinawa, adoptó el mismo sistema de registro para parejas del mismo sexo en julio de 2016. La alcaldesa de la localidad, Shiroma Mikiko, indicó que pueden solicitar el registro los mayores de 20 años y se realiza una vez que se verifica que existe una relación de convivencia entre ambas personas.
- Sapporo, Hokkaidō (junio de 2017)

El 1 de junio de 2017 Sapporo, en Hokkaidō, se convirtió en la primera gran ciudad que reconoció las uniones civiles LGBT. Las autoridades municipales de la quinta mayor ciudad nipona, de aproximadamente 2,5 millones de habitantes, comenzaron a expedir certificados que no son legalmente vinculantes pero permiten a las parejas LGTB ejercer ciertos derechos como convertirse en beneficiarios del seguro de vida mutuamente o beneficiarse de descuentos familiares para ciertos servicios.
- Fukuoka, Fukuoka (abril de 2018)

Fukuoka, en Fukuoka, se convirtió en abril de 2018 en la quinta ciudad del país que adoptó el sistema de "certificados de asociación". La primera pareja del mismo sexo que recibió dicho certificado fue un hombre trans llamado Anri Ishizaki que obtuvo un certificado con su pareja femenina Miho Yamashita. Debido a que Japón solo permite que las personas cambien su género legalmente después de una cirugía de reasignación de sexo, e Ishizaki no había realizado dicha intervención quirúrgica, aún figura legalmente como mujer.
- Osaka, Osaka (junio de 2018)

El 28 de junio de 2018 se anunció que Osaka, la tercera ciudad más grande Japón con 2.700.000 habitantes y ubicada en la prefectura homónima, comenzaría a expedir documentación y tarjetas que certificarán las parejas formadas por lesbianas, gais, bisexuales y transexuales. Las autoridades indicaron que las parejas interesadas pueden solicitar este certificado siempre que residan en la jurisdicción o si tienen previsto trasladarse allí.
- Nakano, Tokio (agosto de 2018)

Nakano es el tercero de los distritos especiales de Tokio que ha establecido mecanismos para reconocer las uniones civiles homosexuales. Desde agosto de 2018 los certificados de convivencia se expiden por parte de la autoridad municipal. El alcalde de Nakano, Daisuke Tanaka, indicó en declaraciones "para quienes se sienten que es un inconveniente social tener una pareja del mismo sexo deberíamos pensar cómo podemos eliminar esos inconvenientes aunque solo sea un poco".
- Chiba, Chiba (abril de 2019)

Chiba, situada en la prefectura homónima al este de Tokio, anunció que a partir de abril de 2019 además del registro de parejas del mismo sexo se impulsarán medidas adicionales contra la discriminación. El alcalde, Toshihito Kumagai, anunció en rueda de prensa la creación de una fundación para que las personas puedan vivir como quieran y agregó que espera que la decisión de su ciudad sea un catalizador para que la gente piense en el concepto de familias y asociaciones.